# Ава (нижний приток Иртыша)
Ава — река в Тевризском районе Омской области России. Устье реки находится в 1077 км от устья по правому берегу реки Иртыш. Длина реки составляет 61 км.

## Притоки
- Берёзовая (лв)
- Засоринка (пр)
- 30 км: Ченгурак (лв)
- 35 км: Азы (пр)

## Данные водного реестра
По данным государственного водного реестра России относится к Иртышскому бассейновому округу, водохозяйственный участок реки — Иртыш от впадения реки Омь до впадения реки Ишим, без реки Оша, речной подбассейн реки — бассейны притоков Иртыша до впадения Ишима. Речной бассейн реки — Иртыш.

## Населённые пункты
На реке стола деревня Васильев Бор, исключенная из учётных данных предположительно в 1970-е годы.